# Raptor: Call of the Shadows
Raptor: Call of the Shadows (nazwa robocza: Mercenary 2029) – komputerowa gra zręcznościowa typu shoot 'em up, wydana w 1994 roku przez Apogee Software. W 2010 roku nastąpiło wznowienie gry, z poprawioną grafiką.

## Rozgrywka
Gracz w grze wciela się w najemnika, którego zadaniem jest zestrzelenie wrogich jednostek (w powietrzu, na lądzie i wodzie) za pomocą samolotu. Za zniszczenie każdej jednostki gracz otrzymuje pieniądze, za które później może zakupić broń oraz inne produkty.
Gra jest podzielona na 27 plansz podzielonych na trzy sektory; do wyboru są cztery poziomy trudności. Po każdej planszy gracz ma możliwość zapisania aktualnego stanu gry.
Gra oferowała grafikę typu VGA.

## Odbiór gry
Gra była chwalona za wysoką grywalność, ładną grafikę oraz dźwięk. W czasopiśmie „PC Gamer” otrzymała ocenę 82%.

## Wznowienie
W 2010 roku nastąpiło wznowienie gry, rozwijane przez pierwotnego producenta, Mountain King Studios, w kooperacji z DotEmu. We wznowionej wersji poprawiona została grafika oraz wsparto wyższe rozdzielczności (640x400, 960x600 i 1280x800). Standardowa grafika również jest dostępna. Gra jest dostępna na systemy Linux oraz Windows.